# ネルトリンゲンの戦い (1634年)
ネルトリンゲンの戦い（Schlacht bei Nördlingen）とは、三十年戦争中の1634年9月6日にドイツのネルトリンゲン郊外で行われた戦いである。スウェーデン軍およびドイツ・プロテスタント諸侯のハイルブロン同盟と、皇帝の継嗣ハンガリー王フェルディナントを総司令官とする、神聖ローマ皇帝軍およびスペイン軍が交戦し、皇帝軍が勝利した。

## 経緯

### カトリック側の動き
1634年2月25日にヴァレンシュタインが皇帝によって暗殺されると、皇帝軍総司令官の座は空白となった。皇帝フェルディナント2世は、自らの嫡男であるハンガリー王フェルディナントを総司令官に任命した。皇帝による強引な人事であったが、フェルディナントが帝位継承者である事を帝国内に宣言するものでもあった。当初フェルディナントの地位はあくまで飾り物であったが、彼はネルトリンゲンにおける勝利によってその存在を知らしめる事に成功する事となる。

### プロテスタント側の対応
プロテスタント勢力は、数々の勝利を収めたスウェーデン王グスタフ・アドルフの死によって士気が低迷していた。ヴァレンシュタイン暗殺後、スウェーデンでは宰相オクセンシェルナの主導でプロテスタント諸侯とハイルブロン同盟を結んでいたが、当初からこの同盟関係はぎくしゃくしていた。スウェーデン軍の強大化を望まなかったザクセン選帝侯ヨハン・ゲオルク1世がスウェーデンが同盟の盟主に立つ事を拒絶し、さらにフランス王国宰相リシュリューが同様の理由から、条約違反を盾に同盟に横槍を入れたのである。結局、指揮はヴァイマルのベルンハルトとスウェーデン軍の将軍グスタフ・ホルンが執ることになったが、同盟はフランスの影響下に置かれることとなった。ベルンハルトとホルンには軋轢すら生まれつつあり、これは同盟軍にとって大きな弱点となる。

### 両軍ネルトリンゲンへ
こうした状況下ではあったがプロテスタント勢力はなんとか攻勢に出て、バイエルンとボヘミアに軍を二手に分けて攻撃したが、戦況は芳しくなかった。一方、この情勢を見た皇帝軍は着々と南ドイツを勢力下に収め、ついにプロテスタントの帝国都市ネルトリンゲンを包囲した。皇帝軍が頼みとしていた援軍のスペイン軍も9月2日に到着する。ネルトリンゲンはハイルブロン同盟の重要な都市であり、後方を突かれた同盟軍は救援に向かう。

## 開戦
9月6日、両者はネルトリンゲン郊外で開戦する。皇帝軍・スペイン軍は33,000人、対してハイルブロン同盟軍は25,000人。しかも同盟軍はベルンハルトとホルンの反目により、統制がとれていなかった。
開戦当初は同盟軍が優勢に立った。ドイツ兵はスウェーデン軍を恐れて攻勢に出られず、スウェーデン軍は皇帝軍の陣取る丘めがけて攻撃を繰り返した。スウェーデン軍は一時丘を占拠したが、統制の取れていなかった兵が火薬処理に失敗して死傷者を出し、その動揺をついて皇帝軍の予備兵力であったスペイン軍が投入され、丘は奪回される。その後も激戦が続いたが、スペイン軍の堅い守りに遮られ、ついに同盟軍は敗退した。
損害の大半はスウェーデン軍であった。スウェーデン軍は17,000人もの戦死者を出し、さらに4,000人の捕虜の中にはホルン将軍も含まれていた。

## 戦果
勝利の報を受け取った皇帝フェルディナント2世は、嬉し涙に咽んだと言う。
また、スウェーデンとハイルブロン同盟はこれ以降極度の相互不信に陥ってしまい、形骸化した。ドイツ中部や南部の帝国都市は次々と皇帝軍の手に落ちた。ザクセン選帝侯は皇帝との単独講和を模索し、スウェーデン軍はこの戦いで甚大な被害を受けた上に、本国と切り離されて戦費の調達が困難になり、勢力が減退した。
そして翌1635年2月、ザクセン選帝侯は皇帝と休戦し、5月30日には「プラハ条約」で和睦した。ハイルブロン同盟は、この戦闘の敗北と条約締結により事実上崩壊したが、敗戦直後に同盟軍はフランスに支援を要請している。この結果、フランスは帝国への軍事行動の権原を得ることとなった。条約締結は、皇帝に勝利の美酒を味わわせた。しかし、三十年戦争はまだ終わらなかった。